# Pyankovia brachiata
Pyankovia brachiata — вид квіткових рослин родини щирицевих (Amaranthaceae).

## Біоморфологічна характеристика
Це однорічна рослина 5–10 см заввишки, з прямим, від основи тонковітчастим стеблами, б. ч. притиснуто-волосисті, з домішкою довгих волосків. Листки супротивні, лінійні, валькуваті. Оцвітина з темних, вузько-ланцетних волосистих листочків, що розвивають при плодах широкі пурпурові або жовті крила.

## Поширення
Росте у Євразії від Криму до Монголії.
В Україні вид росте на солончаках, піщаних берегах морів та солоних озер, на полинових степах — у Криму, зрідка